# Wrzesiński
Wrzesiński là một huyện thuộc tỉnh Wielkopolskie của Ba Lan. Huyện có diện tích 704 km². Đến ngày 1 tháng 1 năm 2011, dân số của huyện là 75125 người và mật độ 107 người/km².